# Spycraft: The Great Game
Pour les articles homonymes, voir Spycraft.
Spycraft: The Great Game est un jeu vidéo d'aventure développé et édité par Activision, sorti en 1996 sur CD-ROM.
Il détaille une tentative d'assassinat du président des États-Unis et le rôle de la Central Intelligence Agency (CIA) et du Service des renseignements extérieurs de la fédération de Russie (SVR) pour tenter de le sauver. Bien que le jeu n'ait pas été cautionné par ces organisations, le réalisme est favorisé en raison de la participation de l'ancien directeur de la CIA William Colby et de l'ancien major-général du KGB Oleg Kalouguine, lesquels apparaissent également dans le jeu.

## Accueil
- Adventure Gamers : 3,5/5[1]